# Чала, Клебер
Кле́бер Мануэ́ль Чала́ Эрро́н (исп. Cléber Manuel Chalá Herrón; 29 июня 1971, Имбабура, Эквадор) — эквадорский футболист, бывший полузащитник известный по выступлениям за  «Эль Насьональ» и сборную Эквадора. Участник Чемпионата мира 2002 года в Японии и Южной Корее.

## Клубная карьера
Чала воспитанник клуба «Эль Насьональ». В 1990 году он дебютировал за клуб в эквадорской Серии А. В 1992 году Клебер помог вместе с командой завоевал звание чемпиона Эквадора. В том же году он вышел в полуфинал Кубка КОНМЕБОЛ. В 1996 году Чала во второй раз выиграл серию А, а 1998 году он вышел в полуфинал Кубка Мерконорте.
Летом 2001 года Клебер перешёл в английский «Саутгемптон». Он так и не сыграл за новый клуб в Премьер-лиге, но смог дебютировать за неё в Кубке Англии, став вторым эквадорцем, после Агустина Дельгадо, выступающим в Англии. В 2002 году Чала вернулся на родину в родной «Эль Насьональ». В 2004 году он непродолжительное время выступал за «Депортиво Кито» и перуанский «Универсидад Сан-Мартин», после чего вновь присоединился в «Эль Насьоналю». С командой он выиграл Клаусуру 2005 и Серию А в 2006 году. В 2008 году Чала завершил карьеру футболиста.

## Международная карьера
24 мая 1992 года в товарищеском матче против сборной Гватемалы Чала дебютировал за сборную Эквадора. Кубок Америки 1993 года стал первым его крупным соревнованием. На турнире он принял участие в матчах против сборных Мексики и Колумбии. 8 августа того же года в поединке против Венесуэлы он забил свой первый гол за национальную команду. В 1997 году Чала во второй раз защищал честь страны на Кубке Америки, но принял участие всего в одной встрече против сборной Аргентины.
В 2001 году Клебер в третий раз принял участие в Кубке Америки. На турнире он сыграл в поединках против сборных Чили и Венесуэлы, в матче против последних Чала отметился забитым мячом. В начале 2002 года Клебер впервые принял участие в Золотом кубке КОНКАКАФ. На турнире он сыграл в матчах против Канады и Гаити. В том же году Чала попал в заявку на Чемпионат мира в Японии и Южной Корее. На турнире он сыграл во всех трёх матчах группового этапа против сборных Италии, Мексики и Хорватии.
В 2004 году Чала в четвёртый раз сыграл за сборную на Кубке Америки. Он появился на поле во встречах против сборных Аргентины, Уругвая и Мексики.

## Достижения
«Эль Насьональ
- Чемпионат Эквадора по футболу — 1996
- Чемпионат Эквадора по футболу — 1998
- Чемпионат Эквадора по футболу — Клаусура 2005
- Чемпионат Эквадора по футболу — 2006